# نادیل
نادیل (به لاتین: Nadil) یک منطقه مسکونی در جمهوری آذربایجان است که در شهرستان گوی‌گول واقع شده است. نادیل ۱۰۳۲ نفر جمعیت دارد.